# ラフィド藻
ラフィド藻（ラフィドそう、英: raphidophytes）は不等毛植物門に属する単細胞藻類の一群である。分類上はラフィド藻綱（Raphidophyceae）として扱われる。独立栄養生物であり、光合成補助色素の組成により淡水産の種では緑色、海産の種の多くでは褐色に見える。20種に満たない小さな分類群であるが、赤潮の原因種を含み人類にとって重要な生物群である。かつては盲緑鞭毛虫、緑色鞭毛藻(英: chloromonads, chloromonadophytes)などと呼ばれていたが、クロロモナス属(Chloromonas)をはじめ緑色の鞭毛虫の大多数はここには属さない。

## 形態

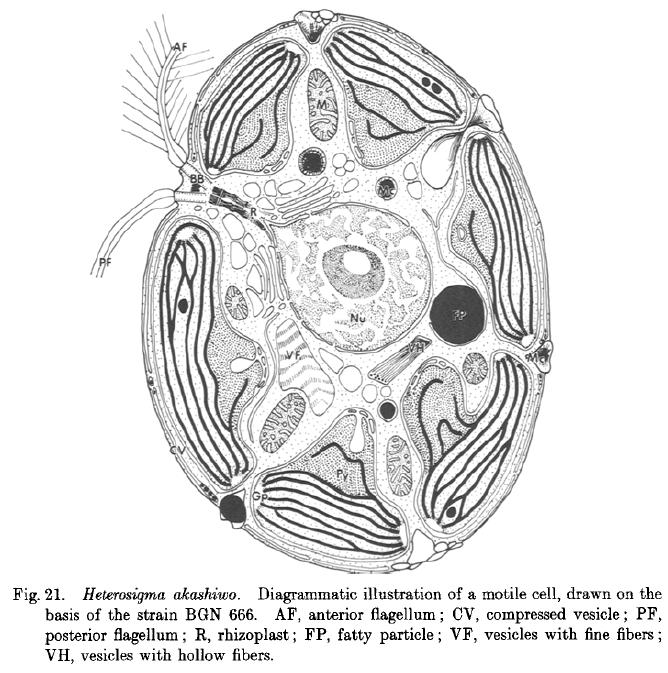
ヘテロシグマ・アカシオの構造。表層に多数の葉緑体がある。

30-100μm程度の比較的大きな単細胞藻類。他の不等毛藻と同様、前鞭毛と後鞭毛の2本の鞭毛を持ち、前鞭毛には管状小毛がある。鞭毛はいずれも長いが、推進力を産んでいるのは進行方向に向かって伸びる前鞭毛である。細胞壁や鱗片などの細胞外被を持たず、細胞膜が露出しているため形態が変化しやすい。眼点はない。
細胞の表層（外質）には多数の円盤型の葉緑体がある。紅藻の二次共生に由来し、4重の膜に囲まれているが、最外膜と核膜との連絡は希にしか認められない。内部にピレノイドが存在する種もある。光合成色素としてはクロロフィルa,c1,c2が含まれる。補助色素としてキサントフィル類を含有するが、生活環境によって色素が異なり、その結果色調も異なる。淡水産の種ではボーケリアキサンチンやヘテロキサンチンなどで、見た目は緑色となる。一方海産の種では若干の例外を除けばフコキサンチンとヴィオラキサンチンを含有し、黄褐色を呈する。
その他、細胞膜の直下にはトリコシスト（Trichocyst、射出装置）やムコシスト（Mucocyst、粘液胞）が存在する場合がある。また微細な脂質の顆粒が散在する種もあり、これは四酸化オスミウムで好染されるため、透過型電子顕微鏡で確認できる。

## 生態
光合成により独立栄養生活を送るが、種によっては混合栄養が可能とされている。多くはプランクトンだが、砂地で底生生活を営む種も知られている。海産種は沿岸域に多く、淡水産の種は沼地のような弱酸性環境でよく見出される。いずれの場合にも日周鉛直移動を行うことが知られており、夜間は無機塩類が豊富な深層におり、日中は光のあたる表層に移動する。
生殖は通常無性生殖により、単純な二分裂を繰り返して増殖する。有性生殖に関してはよく分かっていない。シャットネラなどは珪酸質の壁を持つドーム型のシストを基物の表面に形成し、この状態で年単位の休眠が可能である。そのため、シストの動態監視は赤潮の発生予測において重要な意味を持っている。

## 分類
従来、海産種と淡水産種とを科、目、または亜綱のレベルで別の分類群に分ける分類体系が提唱されてきたが、こうした体系では海水産の分類群が側系統となり生物の系統を反映できない。ここでは分子系統解析に基づき1目1科8属とした山口らの分類体系を示す。
ラフィド藻綱 Raphidophyceae Chadefaud ex Silva 1980
シャットネラ目 Chattonellales Throndsen in Tomas 1993
バクオラリア科 Vacuolariaceae Luther 1899
- シャットネラ Chattonella（海産）
- Chlorinimonas（海産・底生）
- Fibrocapsa（海産）
- Gonyostomum（淡水産）
- Haramonas（海産・底生）
- ヘテロシグマ Heterosigma（海産）
- Merotricha（淡水産）
- Vacuolaria（淡水産）

分子系統解析によるとFibrocapsaが最も祖先に近い位置から分岐しており、ラフィド藻の祖先は黄褐色の海産プランクトンであったことが想定される。淡水産3属は単系統で海産種から一度だけ進化したものである。また砂地で底生生活を営む2属は独立にその生活様式を獲得しており、強光条件への適応として収斂的に補助色素の組成を変化させたものと考えられる。
なおOlisthodiscus（スベリコガネモ）もラフィド藻に含めることが多いが、微細構造に異なる特徴を持っており、分子系統解析でもラフィド藻でないことが示唆されている。

## 人間との関わり
シャットネラ、ヘテロシグマ、Fibrocapsaは赤潮の原因種となり、養殖産業に対して重大な経済被害を与えることがある。